# Лютомерськ
Лютомерськ (пол. Lutomiersk) — місто в Польщі, у гміні Лютомерськ Паб'яницького повіту Лодзинського воєводства.
Населення — 1578 осіб (2011).
Мало статус міста у 1274-1870 роках. 1 січня 2022 року відновлено статус міста.
У 1975-1998 роках село належало до Серадзького воєводства.

## Демографія
Демографічна структура станом на 31 березня 2011 року:
|          | Загалом | Допрацездатний вік | Працездатний вік | Постпрацездатний вік |
| -------- | ------- | ------------------ | ---------------- | -------------------- |
| Чоловіки | 771     | 165                | 530              | 76                   |
| Жінки    | 807     | 162                | 459              | 186                  |
| Разом    | 1578    | 327                | 989              | 262                  |